# GLC
GLC es un rapero estadounidense de Chicago, Illinois. Recientemente ha firmado por el sello de Kanye West, G.O.O.D. Music. En 2004 GLC colaboró en el tema "Spaceship", del The College Dropout de Kanye, además de aparecer en el videoclip "New Workout Plan". 
También sale en el segundo disco de Kanye West, The Late Registration, en la canción "Drive Slow" junto con Paul Wall.
En su primer sencillo, Flight School, une a raperos de la talla de Kanye West y T-Pain y logra un gran éxito en ventas por internet.
Próximamente, GLC sacará nuevo álbum producido por Kanye West y Three 6 Mafia.

## Singles
- 2009: Flight School feat. Kanye West & T-Pain
- 2009: Big Screen feat. Kanye West

## Mixtapes
- 2004: Hood Celebrity
- 2006: Drive Slow

## Colaboraciones
- Kanye West - Spaceship (The College Dropout) 2004
- Kanye West - Drive Slow  (Late Registration)  2005

- Datos: Q1485823